# Chirita semicontorta
Chirita semicontorta är en tvåhjärtbladig växtart som beskrevs av François Pellegrin. Chirita semicontorta ingår i släktet Chirita och familjen Gesneriaceae. Inga underarter finns listade i Catalogue of Life.